# ديفيد آي. كليلاند
ديفيد آي. كليلاند (بالإنجليزية: David I Cleland)‏ هو مهندس أمريكي، ولد في 1931، وتوفي في 1 أغسطس 2018.